# Geleermiddel
Een geleermiddel is een verdikkingsmiddel waarbij een gelachtige vorm ontstaat. Zij vormen onder bepaalde omstandigheden een al dan niet omkeerbare moleculaire netwerkstructuur (gel), waardoor extra stevigheid wordt gerealiseerd.
Voorbeelden van geleermiddelen die in voeding worden gebruikt zijn:
- Agar
- Alginaat
- Gelatine
- Zetmeel

Voorbeelden van geleermiddelen die niet in voeding worden gebruikt zijn:
- Polyacrylaat
- Polyacrylamide